# Synetini
The Synetini are a small tribe thuộc phân họ leaf beetle Eumolpinae, though they were often historically classified as a subfamily in their own right, either within the Chrysomelidae thường được gọi là Orsodacnidae. There are only two genera, containing a total of 11 described species.